# Wiktor Malczyński
Wiktor Malczyński (ur. 15 października 1897 w Warszawie, zm. 18 listopada 1947 w Otwocku) – polski polityk i działacz spółdzielczy, poseł do Krajowej Rady Narodowej i na Sejm Ustawodawczy.

## Życiorys

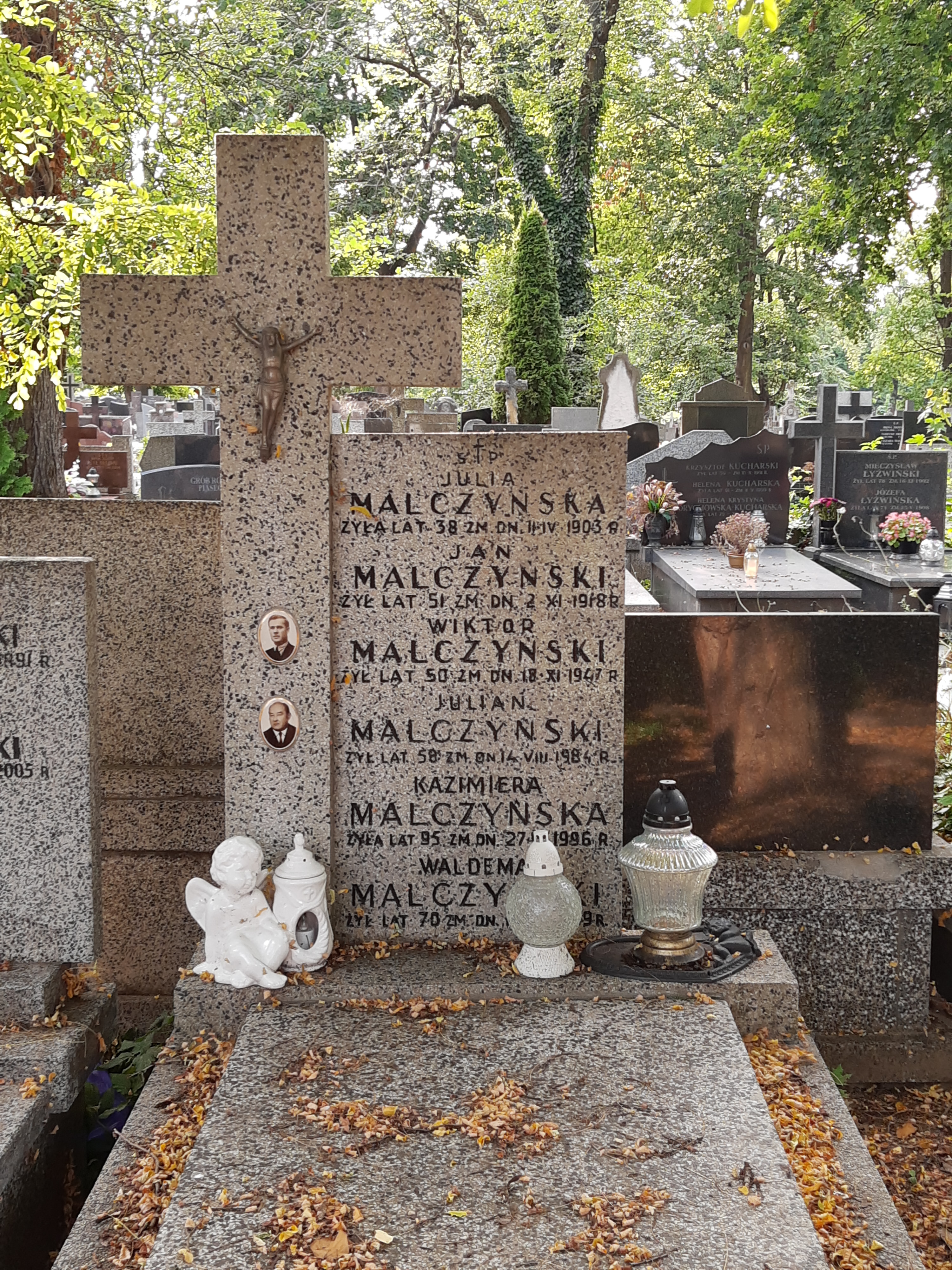
Grób Wiktora Malczyńskiego na cmentarzu Bródnowskim w Warszawie

Urodził się w rodzinie Jana (1867–1918) i Julii (zm. 1903). W 1912 ukończył Szkołę Rzemieślniczą im. Michała Konarskiego w Warszawie (obecnie Zespół Szkół im. Michała Konarskiego w Warszawie), zaś w 1919 kursy techniczne we Władywostoku. Od 1920 do 1923 pracował jako ślusarz w Warszawie, w latach 1923–1925 jako wzorcarz. Od 1925 do 1928 był zatrudniony w Fabryce Broni w Radomiu, a w latach 1928–1939 w Państwowych Zakładach Tele-Radiotechnicznych w Warszawie jako wzorcarz i kontroler warsztatowy. Był dyrektorem Biura Kontroli Zarządu Miejskiego w Warszawie. Od 1928 pracował społecznie w ruchu spółdzielczym i uzyskał mandat członka rady nadzorczej Spółdzielni Spożywców „Społem”. Był członkiem Związku Zawodowego Inwalidów Wojennych RP.
W czasie okupacji niemieckiej był posłem do Krajowej Rady Narodowej, zaś w 1947 uzyskał mandat posła na Sejm Ustawodawczy (zmarł w czasie trwania kadencji). Należał do Robotniczej Partii Polskich Socjalistów, a następnie Polskiej Partii Socjalistycznej.
Od 1925 był mężem Kazimiery z Basińskich (1901–1996). Ich najstarszy syn Julian (1926–1984) walczył w powstaniu warszawskim. Mieli jeszcze syna Aleksandra Waldemara (1929–1999) i córkę.
Zmarł w Otwocku. Pochowany 21 listopada 1947 na cmentarzu Bródnowskim w Warszawie (kwatera 17G-5-18).

## Ordery i odznaczenia
- Krzyż Oficerski Orderu Odrodzenia Polski (pośmiertnie, 20 listopada 1947)[5]
- Złoty Krzyż Zasługi (11 maja 1946)[6]